# Per Fritzell
Per Fritzell, född 2 oktober 1955 i Spånga församling, Stockholms stad, är en svensk artist och medlem i Galenskaparna och After Shave.

## Biografi
Fritzell föddes i Stockholm men är uppvuxen i Göteborg.
Liksom sina kollegor i sånggruppen After Shave studerade Per Fritzell vid Chalmers i Göteborg. Han hoppade av studierna i elektroteknik för att ägna sig åt artisteri på heltid.
I Galenskaparna och After Shaves produktioner har han ofta spelat blyga och försagda typer, bland andra husvagnsägaren Milton som i sina joggingkläder tycker att "Man ska ha husvagn" och den generade kondom-kunden i TV-serien Macken. Han har också gjort en mer avspänd roll som countrysångare med låten "Truckdriving song", Torgny Assarsson – ordförande i hembygdsföreningen i Stinsen brinner, Pål i sketchen "Pål har köpt en badboll" ur Tornado, telefonsjungande Edvard med sången "Det är vattenpumpen Gerd" i TV-serien Macken och Malou i tjejbandet "LadyShave" i Kasinofeber med flera. Han har även varit med i TV-programmet Gladpack. Där uppträdde han i duon "Lärarna" tillsammans med Knut Agnred och sjöng låten "Pythagoras Sats". I flera produktioner har han spelat polis.
Han har själv skrivit Svensktoppsutmanaren "Countrykillen", en låt som ursprungligen finns med i krogshowen Cabaret Cartwright med urpremiär på Kajskjul 8. Vid sidan av Galenskaparna och After Shave har Per Fritzell varit programledare i TV, medverkat i långfilmen En på miljonen, haft mindre roller i olika filmer och TV-serier samt spelat sommarrevy i Örebro och varit konferencier vid flera stora idrottsevenemang.  Per Fritzell har tagit över som den officiella svenska rösten tillhörande surikaten Timon i den senaste disneyfilmen om Lejonkungen 3 - Hakuna Matata då den förre som gjorde rösten, Peter Rangmar (även han en medlem i Galenskaparna och After Shave), avled 1997.
I maj 2012 gav han ut sin första soloskiva, Jag tror inte på Gud, jag tror på Tomten. Fritzell var sommarpratare i Sveriges radios program Sommar i P1 den 22 juli 2014.
Fritzell medverkade även i SVT:s produktion Allsång på Skansen sommaren 2020, i duett med Victor Leksell, sjöng de Man ska ha husvagn.

## Filmografi
- 1986 – Macken (TV-serie)
- 1986 – The Castle Tour
- 1987 – Leif

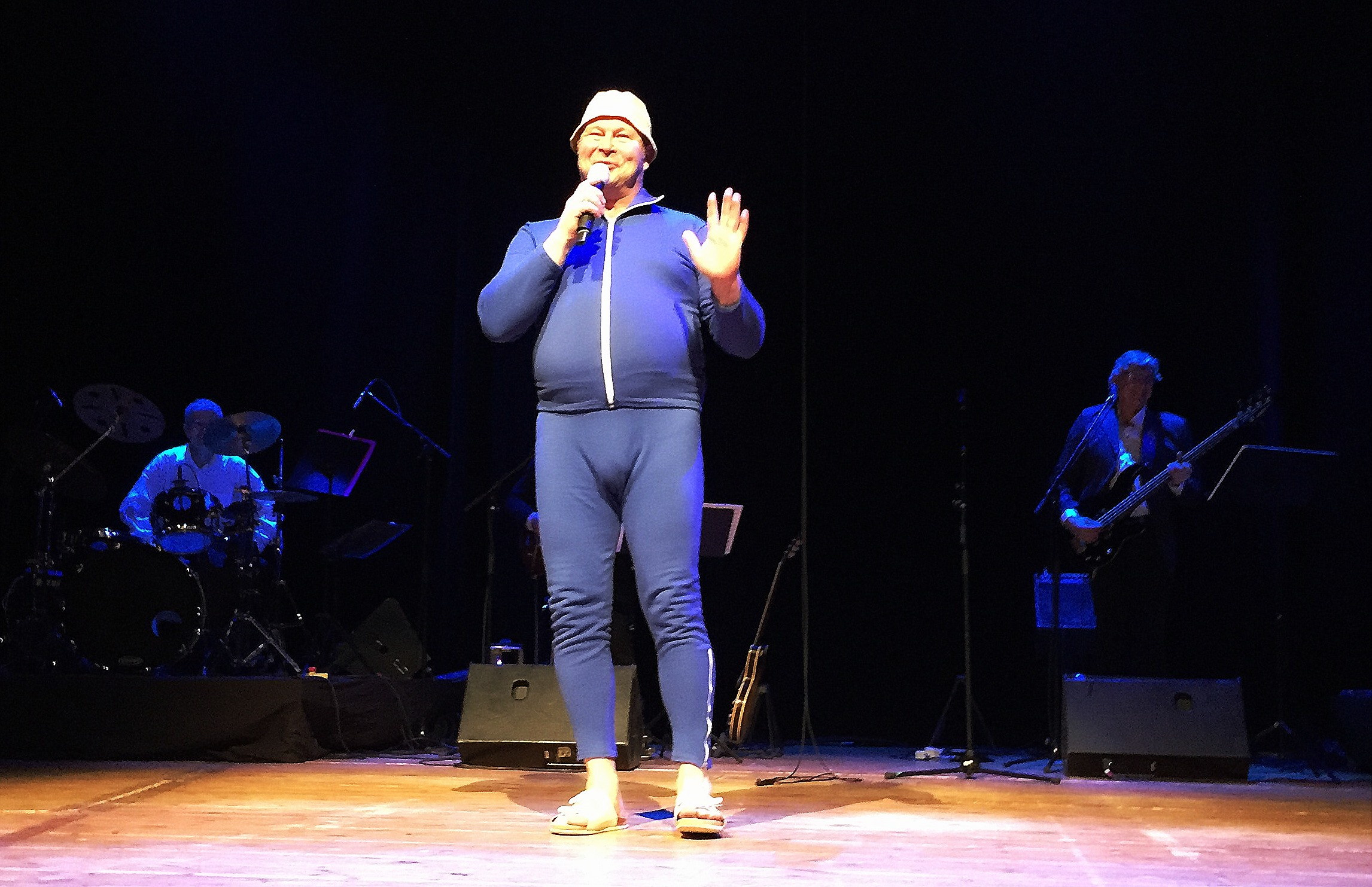
Per Fritzell som karaktären Milton från Macken. Här under sitt framförande av Man ska ha husvagn under Det mesta av det bästa på Louise De Geerhallen 13 mars 2015.

- 1989 – En himla många program (TV-serie)
- 1989 – Hajen som visste för mycket
- 1990 – Macken – Roy's & Roger's Bilservice
- 1991 – Stinsen brinner... filmen alltså
- 1993 – Tornado (TV-serie)
- 1994 – Rederiet (TV-serie)
- 1995 – En på miljonen
- 1996 – Monopol
- 1998 – Åke från Åstol
- 1999 – Mitt i livet
- 2000 – Gladpack
- 2004 – Lejonkungen 3 - Hakuna Matata (röst åt karaktären Timon)
- 2006 – Den enskilde medborgaren
- 2007 – Hoppet
- 2009 – Playa del sol
- 2018 – Hälsningar från (TV-serie)
- 2023 – One More Time
- 2023 – Ett sista race

## Scenföreställningar
- 1982 Skruven är lös
- 1983 Träsmak
- 1985 Cyklar
- 1987 Stinsen brinner
- 1991 Grisen i säcken
- 1992 Skruven är lös
- 1993 Nått nytt?
- 1994 Resan som blev av

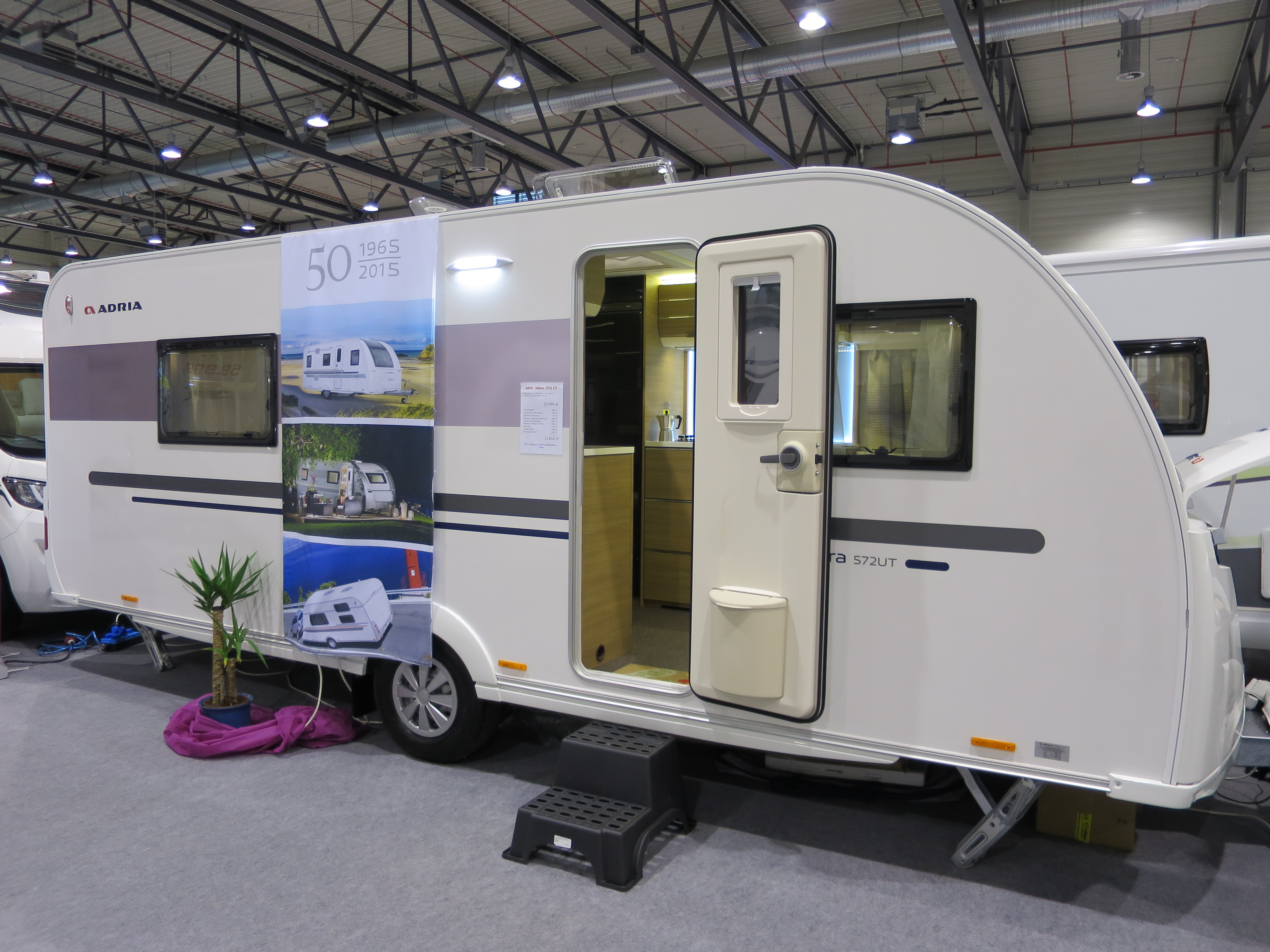
I sången om husvagn framgår det att det ska vara en modern stor och bred husvagn som är fullt utrustad.

- 1994 Lyckad nedfrysning av herr Moro
- 1997 Alla ska bada
- 2000 Allt Möjligt
- 2000 Jul Jul Jul
- 2001 Den onde, den gode, den fule och Rippe
- 2002 Kasinofeber
- 2004 Falkes fondue
- 2007–2009 Cabaret Cartwright
- 2009–2011 En kväll med "After Shave och Anders Eriksson" (även Best of After Shave och Anders Eriksson).)
- 2010 Gubbröra och Pyttipanna, med After Shave och Anders Eriksson
- 2010–2011 Hagmans Konditori
- 2012–2014 30-årsfesten
- 2015–2016 Spargrisarna kan rädda världen - Inhoppare för Knut Agnred
- 2016-2018 Macken 30 år, TV-serien på scen
- 2021 - (Pågående) Gott och Blandat
- 2023 - (Pågående) Minnesluckor